# Nicolaus Johann van Beethoven
Nicolaus Johann van Beethoven (Bona, 2 de outubro de 1776 — Viena, 12 de janeiro de 1848) foi um farmacêutico alemão, e irmão do compositor Ludwig van Beethoven. Filho de Maria Magdalena Kewerich (1746-1787) e de Johann van Beethoven (1740-1792). Ele se tornou muito rico, graças à indústria farmacêutica. Tinha também um outro irmão, Kaspar Anton Carl van Beethoven (1774-1815).